# Floyd Mayweather Jr. vs. Conor McGregor
The Biggest Fight in Combat Sports History, também chamada de The Money Fight, ou ainda May x Mac, foi uma luta de boxe entre o pugilista Floyd Mayweather Jr. - então com um cartel de 49 vitórias em 49 lutas - contra o lutador de Artes Marciais Mistas Conor McGregor - então detentor de 2 cinturões simultâneos do UFC.
Os 2 lutadores mediram forças no dia 26 de agosto de 2017, na T-Mobile Arena, em Las Vegas, nos Estados Unidos, num combate de 12 rounds, válido pelo peso-médio-ligeiro (69,85kg).
A luta foi feita nas regras do boxe, porém com luvas de 8 onças. A disputa foi distribuída através de ShowTime pay-per-view. Foi um cartel inteiramente de boxe. A Mayweather Promotions foi a principal promotora do evento.
Foi a 1ª experiência de McGregor num combate de boxe com regras inteiramente ligadas ao boxe, mas mesmo assim ele conseguiu sobreviver a Floyd Mayweather Jr. por 10 rounds, sendo nocauteado aos 1:05 do 10º round.

## O Evento

### Detalhes Pré-Luta
No dia 23 de agosto de 2017, o Conselho Mundial de Boxe (CMB), "homenageou" o embate com um cinturão feito especialmente para este confronto. Batizado de "Money Belt", o cinturão foi feito com couro de crocodilo, e era composto por 3.300 pedras preciosas, entre safiras, esmeraldas e diamantes.

#### Juízes
10 dias antes do confronto, foi-se divulgado o nome das autoridades responsáveis por arbitrar a luta:
Árbitro: Robert Byrd
Juízes: Burt Clements, Dave Moretti e Guido Cavalleri

#### Regras
Uma regra curiosa assinada pelos lutadores para este embate dizia que "McGregor será multado de forma drástica caso “volte a origem” e aplique golpes permitidos apenas no MMA, como chutes, joelhadas ou cotoveladas."

#### Luvas
De acordo com as leis da Comissão Atlética de Nevada (NAC), que sancionou e permitiu a realização do combate, qualquer duelo acima de 69,8kg - como no caso May x Mac - deve ser disputado, obrigatoriamente, com luvas de 10 onças. Porém, acreditando que as luvas de 10 onças iriam lhe dar vantagem no confronto (as luvas de 8 onças têm menos espuma e protegem menos. Ou seja, aumentam o poder de nocaute de um boxeador), McGregor solicitou que as luvas usadas neste confronto fossem as de 8 onças.
Como Mayweather aceitou, e por se tratar de um combate "excepcional e midiático", a NAC acabou autorizando o uso da luva de 8 onças neste embate. Havia, no entanto, ressalvas: as luvas não puderam ser de fabricação mexicana, nem haver preenchimento de crina de cavalo - os pares precisam ser similares e comparáveis.

### Card Completo
No dia 10 de agosto de 2017, o card completo do evento foi divulgado, com 4 lutas no card principal, que será liderado pelo confronto Floyd Mayweather Jr. x  Conor McGregor. Na luta co-principal, a estrela em ascensão, e também invicto, Gervonta “Tank” Davis fará sua segunda defesa do cinturão super leve contra o desafiante invicto Francisco Fonseca.
Campeão meio-pesado da WBA, Nathan Cleverly defendeu seu título contra o ex-campeão mundial super médio Badou Jack, que subiu de divisão para esta disputa de cinturão.
A luta que inaugurou o card principal foi entre o invicto Andrew Tabiti e o ex-campeão mundial Steve Cunninghamin em duelo de 10 rounds pelo título do peso-cruzador da USBA.
Ex-campeão mundial e um dos melhores meio-médios do planeta, “Showtime” Shawn Porter encarou o ex-desafiante ao título Thomas Dulorme em duelo de 10 rounds na última luta do card preliminar do evento, que terá ainda o confronto pelo peso super leve entre os invictos prospectos Juan Heraldez e Jose Miguel Borrego.
O card preliminar, que tem início às 20 horas (horário de Brasília), terá seu pontapé inicial com a atleta olímpica britânica Savannah Marshall fazendo sua estreia profissional em duelo de quatro rounds pelo peso super médio. A lutadora de 26 anos foi campeã mundial amadora e é a única pugilista a ter derrotado a bicampeã olímpica Claressa Shields.

## Transmissão
Para o Brasil, o Canal Combate PPV anunciou, no dia 11 de agosto, que havia comprado os direitos exclusivos de transmissão do evento.